# Bradypontius papillatus
Bradypontius papillatus is een eenoogkreeftjessoort uit de familie van de Artotrogidae. De wetenschappelijke naam van de soort is voor het eerst geldig gepubliceerd in 1888 door T. Scott.